# Synaptophyllum juttae
Synaptophyllum juttae ist die einzige Pflanzenart der monotypischen Gattung Synaptophyllum aus der Familie der Mittagsblumengewächse (Aizoaceae).

## Beschreibung
Synaptophyllum juttae ist eine liegende bis niederliegende, einjährige, krautige Pflanze, die sich von ihrer Basis aus verzweigt und faserige Wurzeln besitzt. Die krautigen Internodien enthalten in ihrer Rinde zusätzliche Gefäßbündel. Ihre Epidermis ist glatt. Die flachen, rundlichen oder ovalen Laubblätter sind kreuzgegenständig angeordnet. Die Laubblätter eines Blattpaares sind zu einer Scheibe oder einem Kegel miteinander verwachsen. Die oberen Laubblätter sind deutlich kleiner und frei. Vergrößerte zentrale wasserspeichernde Zellen sind nicht vorhanden. Die Epidermis der Laubblätter ist glatt oder enthält an den Rändern kleine mesomorphe Blasenzellen. Die Kutikulafalten bilden eine netzartige Struktur.
Die Blüten bilden Zymen. Sie weisen einen Durchmesser von bis zu 15 Millimeter auf. Die vier Kelchblätter sind zu einer kurzen Röhre verwachsen. Die Kronblätter sind weiß und frei. Fadenförmige Staminodien fehlen, die Nektarien sind schmal.
Die vierfächrigen Kapselfrüchte besitzen Klappenflügel. Die Kapselfrüchte enthalten weißliche Samen mit einer glatten Samenschale.

## Systematik und Verbreitung
Synaptophyllum juttae ist in Namibia im Distrikt Lüderitz-Süd in der Nebelzone der Namib verbreitet.
Die Erstbeschreibung der Gattung erfolgte 1925 durch Nicholas Edward Brown. Die Gattung Synaptophyllum gehört zur Unterfamilie Mesembryanthemoideae innerhalb der Familie der Mittagsblumengewächse. Die Erstbeschreibung von Synaptophyllum juttae als Mesembryanthemum juttae wurde 1914 von Moritz Kurt Dinter und Alwin Berger vorgenommen, die den Artnamen nach Jutta Dinter, der Frau von Kurt Dinter, wählten. Nicholas Edward Brown stellte sie 1928 in die Gattung Synaptophyllum.

## Nachweise